# Chronique d'Anna Magdalena Bach
Pour plus de détails, voir Fiche technique et Distribution.
Chronique d'Anna Magdalena Bach (Chronik der Anna Magdalena Bach) est un film germano-italien réalisé par Jean-Marie Straub et Danièle Huillet et sorti en 1968.

## Synopsis
À partir de manuscrits, de comptes-rendus d'époque, de lettres, Jean-Marie Straub et Danièle Huillet ont mis en scène la vie de la deuxième épouse de Johann Sebastian Bach, Anna Magdalena Bach, aux côtés de son mari.

## Fiche technique
- Titre : Chronique d'Anna Magdalena Bach
- Titre original : Chronik der Anna Magdalena Bach'
- Réalisation : Jean-Marie Straub et Danièle Huillet
- Scénario : Jean-Marie Straub et Danièle Huillet
- Direction artistique : Danièle Huillet
- Image : Ugo Piccone
- Son: Louis Hochet, Lucien Moreau
- Montage : Danièle Huillet et Jean-Marie Straub
- Producteurs : Franz Seitz, Gianvittorio Baldi, Jean-Marie Straub, Danièle Huillet
- Sociétés de production : Franz Seitz Filmproduktion, Neue Filmkunst Walter Kirchner, Hessischer Rundfunk (HR), IDI Cinematografica, Radiotelevisione Italiana (RAI), Kuratorium Junger Deutscher Film
- Pays d'origine :  Allemagne de l'Ouest /  Italie
- Dates de tournage : entre août et octobre 1967
- Durée : 93 min, métrage  2 558 m
- Format : Noir et blanc - 35 mm - 1,37:1 - Mono
- Genre : Biopic et film musical
- Dates de sortie : France, 6 novembre 1968

## Distribution
- Gustav Leonhardt : Johann Sebastian Bach
- Christiane Lang-Drewanz : Anna Magdalena Bach
- Paolo Carlini: Hölzel
- Ernst Castelli : Steger
- Hans-Peter Boye : Born
- Joachim Wolff : Rektor
- Rainer Kirchner : le Superintendent
- Eckart Brüntjen : le préfet Kittler
- Walter Peters : le préfet Krause
- Kathrien Leonhardt : Katharina Dorothea Bach
- Anja Fährmann : Regine Susanna Bach
- Katja Drewanz : Christine Sophie Henrietta Bach
- Bob van Asperen : Johann Elias Bach
- Andreas Pangritz : Wilhelm Friedemann Bach
- Nikolaus Harnoncourt : le Prince von Anhalt-Köthen
- Hellmuth Costard : Rektor Ernesti
- Angelo Viale
- Rudolf Scheidegger
- Ernest Strauss

## Production
Gustav Leonhardt, le  claveciniste et organiste qui joue Johann Sebastian Bach,  a déclaré dans une interview que lorsque Jean-Marie Straub l'a appelé pour lui proposer ce rôle, il a pensé : « un film sur Bach, cela sera effrayant comme tous les films sur la musique que j'ai déjà vus. » Mais, lorsque par la suite il a reçu le scénario, il l'avait trouvé « tout à fait sérieux, pensé, et fondé historiquement »,  Jean-Marie Straub ayant la même approche et le même respect que lui pour ce compositeur : « Ce que je trouvais normal, Straub le trouvait aussi. »
Chaque pièce de musique est interprétée en direct, sans être interrompue par des changements de plan, par des musiciens de première importance, dont le claveciniste Gustav Leonhardt qui tient le rôle de Johann Sebastian Bach, et le Concentus Musicus Wien dirigé par Nikolaus Harnoncourt.
En 1925, à Londres, était paru anonymement chez Chatto & Windus, The Little Chronicle of Magdalena Bach (La petite chronique d'Anna Magdalena Bach, Buchet-Chastel, 1963), qui se révéla être une mystification rapidement éventée, autrement dit une autobiographie fictive, mais l'autrice, Esther Meynell (1878-1955), était musicologue, par ailleurs spécialiste de Bach. En revanche, il existe bien deux manuscrits, intitulés Petits livres de notes d'Anna Magdalena Bach, mais il s'agit uniquement de partitions rassemblées par Bach et destinées à son épouse.

## Appréciation
« Dans Chronique d'Anna Magdalena Bach, la voix supposée d'Anna Magdalena dit les lettres de Bach lui-même et les témoignages d'un fils, si bien qu'elle parle comme Bach écrivait et parlait, accédant par là à une sorte de discours indirect libre.[…] 
L'acte de parole est acte de musique dans l'exécution de la musique de Bach qui s'arrache des partitions, plus encore que la voix d'Anna Magdalena ne s'arrachait des lettres et documents. L'acte de parole ou de musique est une lutte : il doit être économe et rare, infiniment patient, pour s'imposer à ce qui lui résiste, mais extrêmement violent pour être lui-même une résistance, un acte de résistance. »

— Gilles Deleuze, Cinéma 2 L'image-temps, éditions de Minuit

« Plans fixes, extrêmement dépouillés, uniquement consacrés à la respiration et au temps musicaux. Les Straub accomplissent leur travail de cinéaste avec l'humilité et l'exigence d'un artisan. Le contraste intense du noir et blanc. Le doux réconfort du monde extérieur suggéré par les fenêtres illuminées. L'emploi minimal, mais très expressif, des matériaux d'époque (perruques, instruments). Tout cela finit par effacer la distance du temps. Un sentiment de suspension et d'éternité palpite à l'intérieur du cadre puis le déborde. Mystère infini de la musique et du cinéma conjugués. »

— Jean Coutances, Télérama.fr